# Charlie y la fábrica de chocolate (película)
Charlie y la fábrica de chocolate (en inglés, Charlie and the Chocolate Factory) es una película de fantasía musical de 2005 dirigida por Tim Burton y escrita por John August, basada en la novela infantil homónima de 1964 escrita por Roald Dahl. La película está protagonizada por Johnny Depp como Willy Wonka y Freddie Highmore como Charlie Bucket, junto a David Kelly, Helena Bonham Carter, Noah Taylor, Missi Pyle, James Fox, Deep Roy y Christopher Lee. La historia sigue a Charlie cuando gana un concurso junto con otros cuatro niños y es guiado por Wonka en una visita a su fábrica de chocolate.
El desarrollo de una segunda adaptación de Charlie y la fábrica de chocolate comenzó en 1991, y Warner Bros. concedió a los herederos de Dahl el control artístico total. Antes de que Burton se involucrara en el proyecto, varios directores y actores estuvieron en conversaciones o fueron considerados por el estudio para interpretar a Wonka. Burton incorporó de inmediato a sus colaboradores habituales Depp y Danny Elfman. Charlie y la fábrica de chocolate es la primera película musical dirigida por Burton y la primera vez desde The Nightmare Before Christmas que Elfman contribuye a la partitura de una película con canciones escritas y su voz.
El rodaje tuvo lugar de junio a diciembre de 2004 en los estudios Pinewood del Reino Unido. En lugar de utilizar entornos generados por ordenador, Burton utilizó principalmente decorados construidos y efectos prácticos, inspirados, según él, en el énfasis que el libro pone en la textura. La habitación de chocolate de Wonka se construyó en el escenario 007 de Pinewood, con una cascada y un río de chocolate de imitación. Las ardillas fueron entrenadas desde su nacimiento para la eliminación de Veruca Salt de la gira. El actor Deep Roy interpretó a cada Oompa-Loompa individualmente en lugar de una actuación duplicada digitalmente. Burton rodó la película simultáneamente con la película de animación stop-motion Corpse Bride, que también dirigió.
Se vendieron chocolatinas con el tema de Willy Wonka y se organizó un concurso del Boleto Dorado como parte de la campaña de marketing de la película. Los planes iniciales de promocionar la película con un musical teatral en Broadway no se llevaron a cabo. Charlie y la fábrica de chocolate se estrenó el 10 de julio de 2005 y se estrenó en Estados Unidos el 15 de julio con críticas positivas, que la elogiaron por su atractivo visual y su tono oscuro. También fue un éxito de taquilla, recaudando 475 millones de dólares y convirtiéndose en la octava película más taquillera del mundo en 2005. La película recibió una nominación al mejor diseño de vestuario en la 78 edición de los premios de la Academia, mientras que Depp fue nominado al Globo de Oro al mejor actor de musical o comedia. Sigue siendo la segunda película más taquillera de Tim Burton hasta la fecha.

## Argumento
Charlie Bucket es un niño amable y cariñoso que vive en la pobreza con su familia cerca de la Fábrica Wonka. El propietario de la empresa, Willy Wonka, hace tiempo que cerró su fábrica al público debido a problemas relacionados con el espionaje industrial, lo que también provocó que todos sus empleados, incluido el abuelo de Charlie, Joe, perdieran su trabajo. El padre de Charlie, por su parte, ha sido despedido de su propio trabajo en una fábrica de pasta de dientes, aunque no se lo confiesa a Charlie.
Un día, Wonka anuncia un concurso en el que se han colocado Boletos Dorados en cinco barras de chocolate Wonka ocultas al azar en todo el mundo, y los ganadores recibirán una visita completa a la fábrica, así como un suministro de chocolate para toda la vida, mientras que uno de los ganadores recibirá un premio adicional al final de la visita. Posteriormente, las ventas de Wonka se disparan, y los cuatro primeros boletos son encontrados por el glotón Augustus Gloop, la malcriada Veruca Salt, la arrogante y mascadora de chicle Violet Beauregarde y el malhumorado Mike Teavee. Charlie intenta dos veces encontrar un billete dorado, pero en ambas no consigue nada. Tras oír que el último billete se encontró en Rusia, Charlie encuentra un billete y compra una tercera barra Wonka. El billete ruso resulta ser falso cuando Charlie descubre el verdadero billete dentro del envoltorio en una tienda. El recibe ofertas monetarias por el billete, pero el tendero le advierte que no lo cambie a pesar de todo, y Charlie corre de vuelta a casa. En casa, Charlie inicialmente quiere cambiar el billete por dinero para el bienestar de su familia, pero después de una charla de ánimo del abuelo George, decide conservarlo, y trae al abuelo Joe para que le acompañe en la gira.
Al día siguiente, Charlie y los demás niños poseedores de entradas son recibidos en el exterior de la fábrica por Wonka, quien les conduce al interior de las instalaciones. Durante el recorrido los defectos de carácter individuales hacen que los otros cuatro niños caigan en la tentación, lo que provoca su eliminación de la visita mientras los nuevos empleados de Wonka, los Oompa-Loompas, cantan una canción de moralidad después de que cada uno va siendo eliminado. Mientras tanto, Wonka rememora su turbulento pasado y cómo su padre dentista, Wilbur, le prohibió terminantemente consumir chocolates. Tras probar a escondidas un chocolate, Wonka se enganchó al instante y se escapó de casa para perseguir sus sueños. Cuando regresó, tanto su padre como su casa habían desaparecido.
Después de la visita, los cuatro niños eliminados salen de la fábrica con una característica o deformidad exagerada relacionada con su eliminación, mientras que Charlie se entera de que Wonka, ahora que se acerca su jubilación, tenía la intención de encontrar un heredero digno dado que el premio especial del concurso era la mismisima fábrica. Como Charlie, al ser el ganador, era el que menos se portaba mal de los cinco, Wonka invita a Charlie a venir a vivir y trabajar en la fábrica con él, a cambio de que deje atrás a su familia, pero Charlie se niega ya que su familia es lo más importante de su vida.
Tiempo después, la vida de Charlie y su familia mejora dado que el padre de Charlie pudo recuperar su empleo en la fábrica de pasta dental, pero Wonka se desanima, lo que provoca el declive de su empresa y de sus ventas. A raíz de su declive, le pide consejo a Charlie, que decide ayudar a Wonka a reconciliarse con su distanciado padre, Wilbur. Durante su reencuentro, Charlie se fija en los recortes de periódico sobre el éxito de Wonka que Wilbur coleccionaba, mientras que Wonka se da cuenta del valor de la familia cuando él y Wilbur finalmente se reconcilian después de varios años distanciados. Ese día, Wonka permite que Charlie y su familia se muden juntos a la fábrica.

## Reparto
- Johnny Depp como Willy Wonka[7]
- Freddie Highmore como Charlie Bucket[7]
- David Kelly como Abuelo Joe[7]
- Helena Bonham Carter como Sra. Bucket[7]
- Noah Taylor como Sr. Bucket[7]
- Missi Pyle como Sra. Beauregarde[7]
- James Fox como Sr. Salt[7]
- Deep Roy como Oompa-Loompas (con voz de Danny Elfman)[7]
- Christopher Lee como Dr. Wonka[7]

Otros miembros del reparto son Adam Godley como el Sr. Teavee y Franziska Troegner como la Sra. Gloop. Los otros cuatro ganadores del Billete de Oro, Violet Beauregarde, Veruca Salt, Mike Teavee y Augustus Gloop, son interpretados por AnnaSophia Robb, Julia Winter, Jordan Fry y Philip Wiegratz, respectivamente. Blair Dunlop interpreta al joven Willy Wonka. Los demás abuelos de Charlie, la abuela Georgina, la abuela Josephine y el abuelo George, son interpretados por Liz Smith, Eileen Essell y David Morris. Nitin Ganatra y Shelley Conn interpretan a los príncipes Pondicherry. Geoffrey Holder narra la película.

## Producción

### Desarrollo
El autor Roald Dahl desaprobó la adaptación cinematográfica de 1971. En 1991, Warner Bros. Pictures y Brillstein-Grey Entertainment entablaron conversaciones con los herederos de Dahl con la esperanza de adquirir los derechos para producir otra versión cinematográfica de Charlie y la fábrica de chocolate. La compra se concretó en 1998, con la viuda de Dahl, Felicity («Liccy»), y su hija, Lucy, recibiendo el control artístico total y el privilegio final sobre las elecciones de actores, directores y guionistas. La subsiguiente protección del material original por parte de los herederos de Dahl fue la principal razón de que Charlie y la fábrica de chocolate languideciera en el infierno del desarrollo desde la década de 1990.
Ang Lee, Terry Gilliam, Anthony Minghella y Spike Jonze eran algunos de los directores preferidos por la familia Dahl para el proyecto. Scott Frank fue contratado para escribir el guion en febrero de 1999, tras solicitar el trabajo a Warner Bros. Frank, recientemente nominado al Oscar por la película policíaca para adultos Out of Sight (1998), quería trabajar en una película que sus hijos pudieran disfrutar. Como fan entusiasta del libro, pretendía ser más fiel a la visión de Dahl de lo que lo había sido la película de 1971. Nicolas Cage estuvo en conversaciones para Willy Wonka, pero perdió el interés. Gary Ross firmó para dirigir en febrero de 2000, lo que llevó a Frank a completar dos borradores del guion, antes de marcharse con Ross en septiembre de 2001. Tanto Warner Bros. como Dahl Estate querían que Frank se quedara en el proyecto, pero se encontró con conflictos de agenda y obligaciones contractuales con Minority Report (2002) y The Lookout (2007).
Rob Minkoff entró en negociaciones para ocupar el puesto de director en octubre de 2001, y Gwyn Lurie fue contratada para empezar desde cero un nuevo guion en febrero de 2002. Lurie dijo que adaptaría el libro original e ignoraría la adaptación cinematográfica de 1971. Los herederos de Dahl apoyaron a Lurie tras quedar impresionados por su trabajo en otra adaptación de Dahl, una adaptación de acción real de The BFG, para Paramount Pictures, que nunca llegó a realizarse (Paramount distribuyó la versión cinematográfica anterior de 1971 de Charlie, y más tarde vendió los derechos a Warner Bros). En abril de 2002, Martin Scorsese estuvo involucrado en la película, aunque brevemente, pero optó por dirigir El aviador (2004) en su lugar. El presidente de Warner Bros., Alan F. Horn, quería que Tom Shadyac dirigiera a Jim Carrey como Willy Wonka, creyendo que el dúo podría hacer que Charlie y la fábrica de chocolate fuera relevante para el gran público, pero Liccy Dahl se opuso.

### Preproducción
En mayo de 2003, Warner Bros. anunció que Charlie y la fábrica de chocolate sería una de sus películas estrella para 2005. Ese mismo mes, Tim Burton fue contratado para dirigir la película tras recibir la entusiasta aprobación de los herederos de Dahl. Burton comparó el lánguido desarrollo del proyecto con Batman (1989), que él dirigió, en el sentido de que en ambas películas había habido diversos esfuerzos creativos. Dijo: «La versión de Scott Frank era la mejor, probablemente la más clara e interesante, pero la habían abandonado». Liccy Dahl comentó que Burton era el primer y único director con el que la propiedad estaba contenta. Ya había producido otra de las adaptaciones del autor con James and the Giant Peach (1996) y, al igual que a Roald Dahl, no le gustó la película de 1971 porque se desviaba del argumento del libro.
Durante la preproducción, Burton visitó la antigua casa de Dahl en el pueblo de Great Missenden, en Buckinghamshire. Liccy Dahl recuerda que Burton entró en el famoso cobertizo de escritura de Dahl y dijo: «¡Esta es la casa de los Buckets!» y pensó para sí: «Gracias a Dios, alguien lo entiende». Liccy también mostró a Burton los manuscritos originales, que Burton descubrió que eran más políticamente incorrectos que el libro publicado. Los manuscritos incluían a un niño llamado Herpes, en honor a la infección de transmisión sexual.
El guion de Lurie fue reescrito por Pamela Pettler, que trabajó con Burton en Corpse Bride (2005), pero el director contrató al guionista de Big Fish John August en diciembre de 2003 para empezar desde cero. Tanto August como Burton eran fanáticos del libro desde su infancia. August leyó por primera vez Charlie y la fábrica de chocolate cuando tenía ocho años, y posteriormente envió a Dahl una carta de admirador. No vio la película de 1971 antes de ser contratado, y al preguntar a Burton si debía volver a verla, August recordó que «Tim casi saltó por encima de la mesa y me dijo que no». En cuanto al proceso de escritura del guion, August afirma: «Literalmente, repasé el libro con un rotulador fluorescente y guardé incluso pequeños fragmentos de la descripción de la escena tanto como pude, sólo para que fuera lo más Roald Dahl posible». Charlie y la fábrica de chocolate tardó tres semanas y media en escribirse.
A pesar de su intención de mantenerse cerca del material original, Burton y August se desviaron del libro para explorar temas de familia, y al hacerlo desenterraron el origen de Willy Wonka. «Añadimos nuevos elementos que no están en el libro», explicó Burton, «pero siempre me sentí cómodo de que todo estuviera dentro del espíritu del libro». Al explorar la educación de Wonka, Burton y August crearon el personaje del Dr. Wilbur Wonka, el dominante padre de Willy. Burton pensó que el personaje paterno ayudaría a explicar al propio Willy Wonka y que, de otro modo, sería «sólo un tipo raro». Este elemento de la película también era personal para Burton. En 2002, Burton, que estaba algo distanciado de sus propios padres, visitó a su madre moribunda en Lake Tahoe y descubrió que tenía pósteres enmarcados de todas sus películas en las paredes; esto refleja una escena hacia el final de Charlie en la que se revela que el Dr. Wonka ha estado siguiendo la carrera de su hijo con artículos de periódico enmarcados en las paredes. Burton reflexionaría más tarde: «Creo que todos los esfuerzos artísticos son una forma de resolver las cosas, una forma de terapia, una fantasía de resolver algo. Por eso elegí resolverlo así». Los herederos de Dahl tuvieron dudas sobre la incorporación de Wilbur Wonka, pero finalmente decidieron apoyar la visión de Burton.
Warner Bros. y el director mantenían diferencias sobre las caracterizaciones de Charlie Bucket y Willy Wonka. El estudio quería eliminar por completo al Sr. Bucket y convertir a Willy Wonka en la idílica figura paterna que Charlie había anhelado toda su vida. Burton creía que Wonka no sería un buen padre, encontrando al personaje similar a un recluso. Burton dijo: «En cierto modo, está más jodido que los niños». Warner Bros. también quería que Charlie fuera un niño prodigio, pero Burton se resistió a esa caracterización. Quería que Charlie fuera un niño corriente que estuviera en un segundo plano y no se metiera en líos.

### Reparto
Antes de la participación de Burton, Warner Bros. consideró o discutió Willy Wonka con Bill Murray, Christopher Walken, Steve Martin, Robin Williams, Nicolas Cage, Jim Carrey, Michael Keaton, Robert De Niro, Brad Pitt, Will Smith, Mike Myers, Ben Stiller, Leslie Nielsen, tres miembros de Monty Python (John Cleese, Eric Idle y Michael Palin), así como Patrick Stewart y Adam Sandler. Se dice que Dustin Hoffman y Marilyn Manson también buscaron el papel. Sin embargo, la productora de Pitt, Plan B Entertainment, se quedó para cofinanciar la película con Warner Bros. Michael Jackson buscó activamente el papel y grabó en secreto una banda sonora original para la película en un pequeño estudio de Los Ángeles. Warner Bros. no quería a Jackson para el papel, argumentando que no sería comercializable para él ser el protagonista de una película familiar. Sin embargo, se «volvieron locos» con la banda sonora y le ofrecieron adquirir las canciones además de un pequeño papel en otra parte de la película. Jackson se enfadó y dio carpetazo a las canciones.
Johnny Depp fue el único actor que Burton consideró para el papel, aunque Dwayne Johnson era la segunda opción de Burton en caso de que Depp no estuviera disponible. Era la primera vez que Burton no se enfrentaba a la oposición del estudio por querer contar con Depp, ya que el éxito de taquilla de Piratas del Caribe (2003) había entusiasmado a Warner Bros. con el papel protagonista de Depp. La intención de Depp era representar al personaje de una forma completamente distinta a la de Gene Wilder en la adaptación cinematográfica de 1971. Depp y Burton inspiraron su Willy Wonka en presentadores de programas de televisión infantiles como Bob Keeshan del Capitán Canguro, Fred Rogers y Al Lewis de The Uncle Al Show, y Depp también se inspiró en varios presentadores de concursos. Burton recordaba de su infancia que los personajes eran extraños pero dejaban impresiones duraderas: «Solía ver a un tipo con un sombrero de sheriff, o a un tipo que llevaba un traje de ocio raro, o al Capitán Canguro', este tipo tenía un corte de pelo raro y bigote y patillas. Y piensas en el pasado y dices, "¿Qué coño era eso?" Pero te dejaban una fuerte impresión». Depp basó el exagerado corte bob y las gafas de sol de Wonka en la editora de la revista Vogue Anna Wintour. Según Depp, «el pelo me lo imaginé como una especie de peinado a lo Príncipe Valiente, flequillo alto y un corte recto, extremo y muy poco favorecedor, pero algo que Wonka probablemente piensa que es guay porque lleva mucho tiempo encerrado y no conoce nada mejor, como la jerga anticuada que utiliza». Depp también basó la singular voz de Wonka en cómo se imaginaba que sonaba George W. Bush cuando estaba drogado.
Los castings para Charlie Bucket, Violet Beauregarde, Veruca Salt y Mike Teavee tuvieron lugar en Estados Unidos y el Reino Unido, mientras que el de Augustus Gloop se realizó en Alemania. Burton dijo que buscaba actores «que tuvieran algo del personaje», y que Mike Teavee era el personaje más difícil de interpretar. Burton tenía problemas para contratar a Charlie, hasta que Depp, que había trabajado con Freddie Highmore en Finding Neverland (2004), sugirió a Highmore para el papel. Highmore ya había leído el libro antes, pero decidió leerlo una vez más antes de presentarse a la audición. El actor no vio la adaptación cinematográfica original, y decidió no verla hasta después de la producción de Burton, para que su interpretación no se viera influida. Antes de que Adam Godley fuera elegido oficialmente como Mr. Teavee, Tim Allen, Ray Romano y Bob Saget fueron considerados para el papel. Se dice que Gregory Peck fue considerado para el papel del abuelo Joe, pero murió antes de poder aceptar el papel.

### Diseño
El diseñador de producción Alex McDowell describió la estética visual de Charlie y la fábrica de chocolate como «una colisión entre el arte pop psicodélico e hinchable y la carrera espacial ruso-estadounidense de los años sesenta». Tim Burton quería que el escenario de la película fuera ambiguo para darle un aire de fábula similar al del libro. McDowell exploró varias ciudades industriales del norte de Inglaterra, pero llegó a la conclusión de que un lugar real no sería lo bastante estilizado para Burton. «Volvimos al plató de Pinewood para empezar a construir algo que pareciera lúgubre, húmedo y deprimente por fuera, pero que se convirtiera de forma creíble en un reino mágico por dentro». La ciudad, cuyo diseño se inspiró en la fotografía urbana en blanco y negro de Bill Brandt, así como en Pittsburgh y el norte de Inglaterra, está dispuesta como una aldea medieval, con la finca de Wonka en lo alto y la choza de Bucket abajo. De acuerdo con la ambigua ambientación de la película, los coches circulan por el centro de las carreteras. El backlot construido en los estudios Pinewood consistía en el patio de la fábrica, varias calles, casi cincuenta casas adosadas, veinte tiendas y la cabaña Bucket. Casualmente, esta ciudad se construyó en el mismo backlot que Burton había utilizado para Gotham City en Batman (1989). La casa de Bucket se inspiró en la famosa cabaña de escritura de Roald Dahl, mientras que el exterior de la fábrica de Wonka se basó en la arquitectura fascista, y Burton comentó que «para la fábrica de Wonka, queríamos un edificio con una especie de optimismo y fuerza parecidos a los de la presa Hoover, pero que una vez que oscurece pareciera un poco premonitorio».
Para los decorados de la fábrica de Wonka, Burton se decantó por utilizar decorados cerrados de 360 grados porque ofrecían un entorno completo y libraban de visitantes. La Sala de Inventos utilizó chatarra de la industria aeronáutica, maquinaria de confitería desguazada y viejas piezas de automóvil. McDowell comparó el diseño de la Nut Room con el de un hospital, por su acabado de plástico y sus colores estériles. El equipo ideó el diseño de la Sala de los Frutos Secos con bastante rapidez, mientras que la combinación de colores requirió más tiempo. La Sala de las Nueces tuvo que construirse a una altura que tuviera en cuenta el agujero por el que caería Veruca Salt. El diseño totalmente blanco de la Sala de TV se adaptó directamente del libro, aunque 2001: A Space Odyssey (1968) y THX 1138 (1971) también sirvieron de inspiración. Los diseños de cada decorado influirían en el estilo musical de las canciones de los Oompa-Loompa.
La habitación de chocolate de Willy Wonka se construyó en el escenario 007 de los estudios Pinewood, uno de los mayores del mundo. Se colocaron secciones de césped artificial sobre bloques de espuma de poliestireno que daban forma al paisaje. Para el río de chocolate, McDowell insistió en que el río pareciera comestible, diciendo que «en la primera película es tan desagradable». Según Tim Burton, «lo importante para mí era que queríamos dar al río de chocolate una sensación realmente chocolatosa, darle un peso, no sólo agua marrón. Por eso intentamos usar un sustituto real del chocolate, para darle movimiento y textura». Joss Williams supervisó la creación de un brebaje de chocolate de imitación y tardó meses en crear una sustancia comestible no tóxica con la consistencia adecuada. La mezcla final, desarrollada por una empresa química del Reino Unido llamada Vickers, era una mezcla de agua y un agente espesante conocido como Natrosol, con colorante alimentario para conseguir el color marrón. El río tenía 82 m de longitud, 1,8 m de profundidad y estaba formado por 730.000 litros de chocolate de imitación, mientras que la cascada estaba compuesta por 110.000 litros del mismo material. El barco de Wonka, utilizado por los personajes para viajar por el río de chocolate, tardó 20 semanas en construirse e incorporaba 54 Oompa-Loompas animatrónicos, además de su propio mecanismo interno de remo.
Colleen Atwood, que trabajó como diseñadora de vestuario en todas las películas de acción real de Tim Burton, desde Ed Wood (1994) hasta Dumbo (2019), iba a retomar su puesto en Charlie y la fábrica de chocolate, pero finalmente declinó alegando «motivos personales». Burton eligió entonces a la diseñadora de vestuario italiana Gabriella Pescucci. Se diseñaron diez chaquetas y abrigos diferentes para encontrar el look adecuado para Willy Wonka. Pescucci describió el vestuario de la película como «contemporáneo, pero con un estilo del viejo mundo». Los guantes de látex de Wonka, que Burton añadió como símbolo de su alejamiento de la sociedad, fueron proporcionados por una empresa londinense de ropa fetichista BDSM de látex.

### Rodaje
El rodaje principal de Charlie y la fábrica de chocolate comenzó el 21 de junio de 2004. Aunque los principales decorados se rodaron en los estudios Pinewood de Inglaterra, el equipo también rodó en varios lugares del país, como la fábrica de dentífricos, en una fábrica de CompAir en High Wycombe, y la mansión de Veruca Salt filmada en Hatfield House para las tomas interiores y Wrotham Park para el exterior. Varias tomas fijas se rodaron en Alemania, Yemen, y en los Estados Unidos. Tim Burton rodó Charlie y la fábrica de chocolate simultáneamente con Corpse Bride (2005). El compositor Danny Elfman, el guionista John August y el diseñador de producción Alex McDowell ocuparon el mismo puesto en ambas películas. Johnny Depp, Helena Bonham Carter, Deep Roy y Christopher Lee pusieron su voz a Corpse Bride durante el rodaje de Charlie.
Tim Burton evitó utilizar demasiados efectos digitales para reflejar el énfasis del libro original en la textura y porque quería que los actores más jóvenes se sintieran como si estuvieran trabajando en un entorno realista. En consecuencia, se utilizaron técnicas de perspectiva forzada, atrezo sobredimensionado y maquetas a escala para evitar, en la medida de lo posible, las imágenes generadas por ordenador (CGI). Se utilizaron pinturas mates durante las secuencias de Loompaland y el palacio indio. Sin embargo, varias escenas se consideraron imposibles de lograr de forma realista sin CGI. Se encargó a The Moving Picture Company la creación de entornos completos de CG para secuencias como el paseo en barco y el recorrido en ascensor de cristal. En un principio se utilizó un método práctico para inflar a Violet Beauregarde; sin embargo, Burton no quedó satisfecho con los efectos y decidió que la escena se realizaría con CGI. La tez pálida de Willy Wonka se consiguió en postproducción, utilizando Colorfront para aislar el rostro de Depp en cada plano y desaturarlo.
Deep Roy fue elegido para interpretar a los Oompa-Loompas basándose en sus anteriores colaboraciones con Burton en El planeta de los simios (2001) y Big Fish (2003). El actor pudo interpretar a varios Oompa-Loompas utilizando fotografía en pantalla dividida y efectos digitales y de proyección frontal. «Tim me contó que los Oompa-Loompas estaban estrictamente programados, como robots: lo único que hacen es trabajar, trabajar y trabajar», comentó Roy. «Así que cuando llega la hora de bailar, son como un regimiento; hacen los mismos pasos». Roy, que interpretó a un total de 165 Oompa-Loompas individuales en la película, experimentó un régimen especialmente laborioso durante la producción. Tuvo que practicar Pilates regularmente con un entrenador personal y seguir una dieta para que su aspecto no cambiara durante el rodaje. Sin experiencia previa como bailarín profesional, Roy tardó un mes en ensayar cada número musical y seis meses en rodarlo. Al referirse a su carga de trabajo durante la producción, Burton llamó a Roy «el hombre más trabajador del mundo del espectáculo».
Para la muerte de Veruca Salt a manos de cien ardillas, Burton quería que los animales fueran reales. Consultó con el entrenador de animales de la película, Mike Alexander, para determinar qué partes de la secuencia podrían realizarse con ardillas vivas. Cuarenta ardillas rescatadas fueron adiestradas a lo largo de 19 semanas, las tres primeras de las cuales se dedicaron a que los animales se sintieran cómodos con sus jaulas y sus adiestradores. Las ardillas recibieron accesorios y se les enseñó a sentarse en un taburete de bar, golpear y abrir una nuez y depositar su carne en una cinta transportadora. Según Alexander, las ardillas más listas fueron asignadas a los caparazones, mientras que las que tenían dificultades con el régimen fueron colocadas en un grupo aparte que corría por el suelo y atacaba a la doble de Veruca. Para las tomas en las que los roedores interactuaban estrechamente con Veruca, se utilizaron ardillas CG diseñadas por Framestore CFC. Varias tomas requerían un centenar de ardillas animadas, mientras que los modelos de primer plano necesitaban cinco millones de pelos generados por ordenador para parecer realistas. También se utilizaron ardillas animatrónicas en el fondo de las tomas en las que una ardilla viva realizaba la rutina del bombardeo.
Durante el rodaje surgieron varios retos. El delicado paisaje de la Sala de Chocolate supuso un reto para el equipo, y el director de fotografía Philippe Rousselot recuerda que «el decorado era muy poco práctico para rodar porque era todo curvas y extraordinariamente frágil: en cuanto pisabas la hierba, la destrozabas». En su lugar, Rousselot utilizó un sistema de cámara suspendida por cable conocido como Cablecam. En una ocasión, la cámara se fijó incorrectamente al sistema y posteriormente se precipitó al falso río de chocolate, destruyendo la cámara de 540 000 dólares y retrasando la producción. Otro obstáculo durante el rodaje fue la existencia de normas de la British Equity, según las cuales los niños sólo pueden trabajar cuatro horas y media al día. El rodaje de Charlie y la fábrica de chocolate duró seis meses y terminó en diciembre de 2004. A pesar de estas dificultades, Burton afirmó que la producción terminó antes de lo previsto.

### Banda sonora
Danny Elfman, al igual que Tim Burton, no sentía ningún apego emocional por Willy Wonka & the Chocolate Factory, de 1971. Según Elfman, «no me costó divorciarme de esas canciones [originales]. Me ha pasado un par de veces. Sabes que estás tratando con algo que va a enfadar a mucha gente, y no puedes pensar en ello». Como los números musicales de los Oompa-Loompa requerían una compleja coreografía y se rodaban en el plató, Elfman tuvo que componer esas canciones antes de que comenzara el rodaje. Elfman también compuso las canciones simultáneamente con la música de Corpse Bride. Desde el principio se decidió que Elfman se encargaría de las voces de todos los Oompa-Loompas, una decisión justificada por la naturaleza idéntica de los Oompa-Loompas, con cambios de tono y modulaciones para representar a los distintos cantantes. Charlie y la fábrica de chocolate es la primera vez desde The Nightmare Before Christmas (1993) que Elfman contribuye a la partitura de una película con canciones escritas y su voz.
La primera canción compuesta fue «Augustus Gloop», realizada como un espectáculo de Bollywood por sugerencia de Deep Roy. Según Elfman, «mi planteamiento original era encontrar un estilo musical y aplicarlo a todas las canciones. Tim me dijo: "No, no, no, no, no... ¡vamos a mezclarlo todo!" Yo dije: "Genial, vamos"». Por sugerencia de Burton, cada una de las canciones de los Oompa-Loompa reflejaría un estilo musical diferente: «Violet Beauregarde» es funk de los años setenta, «Veruca Salt» es bubblegum y pop psicodélico de los sesenta, y «Mike Teavee» es un homenaje al hard rock de finales de los setenta, en particular a Queen, y a las hair bands de principios de los ochenta. Las cuatro canciones utilizan letras extraídas directamente del libro de Roald Dahl; como tales, las letras se atribuyen a Dahl. En lugar de utilizar las canciones del libro en su totalidad, Elfman seleccionó versos específicos, ya que creía que utilizarlas sin resumir habría hecho que cada canción durase diez minutos. «Violet Beauregarde» fue la única canción que requirió una reescritura parcial, ya que la canción del libro trataba de una chica que mascaba chicle y no de la propia Violet Beauregarde. La única otra canción que requirió interpretaciones vocales fue «Wonka's Welcome Song», escrita en colaboración con el guionista de la película, John August.
Además de las canciones de los Oompa-Loompa, Elfman creó toda una banda sonora para la película, basada en tres temas principales: un tema familiar para los Buckets, generalmente con instrumentos de viento de madera; un vals místico, con cuerdas, para Willy Wonka; y un tema hiperactivo para la fábrica, con toda la orquesta, muestras de sintetizadores caseros de Elfman y las diminutas voces de los Oompa-Loompas. Elfman y Burton diferían en sus ideas para la música del título principal, ya que Elfman imaginaba algo más onírico mientras que Burton quería algo enérgico. Also sprach Zarathustra de Richard Strauss suena durante una secuencia de la película como referencia directa a 2001: Una odisea del espacio (1968). Al presentarse a los ganadores del boleto dorado, Wonka cita «Good Morning Starshine» del musical Hair de 1967.
La banda sonora original de la película fue editada el 12 de julio de 2005 por Warner Sunset Records. Doug Adams de Film Score Monthly dijo de las canciones de Oompa-Loompa: «Cada pieza incluye algo que las otras no, ritmos o ganchos o armonías que, a la inimitable manera de Elfman, parecen deconstrucciones y conceptos totalmente originales al mismo tiempo». Filmtracks.com calificó la banda sonora de «asunto rítmicamente impulsado» por la naturaleza mecánica de la fábrica, un alejamiento de la afición de Elfman por temas desgarradores más tranquilos. «Wonka's Welcome Song» fue galardonada con una nominación al Grammy a la mejor canción escrita para medios visuales. Elfman citaría más tarde Charlie y la fábrica de chocolate como uno de los proyectos más divertidos en los que había participado.
En 2010, se incluyeron trece temas inéditos como parte del Danny Elfman & Tim Burton 25th Anniversary Music Box. Además de esos temas, se incluyeron instrumentales de «Wonka's Welcome Song» y las canciones de Oompa-Loompa, así como varias maquetas.

## Estreno

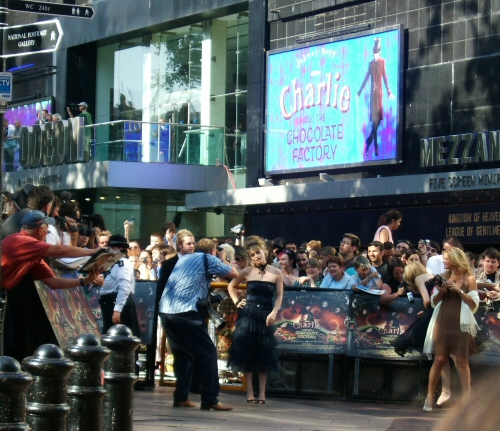
Helena Bonham Carter es fotografiada en el estreno de la película en Londres.

Charlie y la fábrica de chocolate se estrenó en el Grauman's Chinese Theatre el 10 de julio de 2005, donde se recaudó dinero para la fundación Make-a-Wish. Además del reparto y el equipo de la película, al estreno en Los Ángeles asistieron John Stamos, Seth Green, Lisa Rinna, Harry Hamlin, Larry King, Frankie Muniz, Emma Roberts, Fred Durst, líder de Limp Bizkit, y Britney Spears. La película se estrenó en los Estados Unidos el 15 de julio de 2005 en 3.770 salas. Además, la película se remasterizó digitalmente para estrenarse simultáneamente en 65 salas IMAX norteamericanas ese mismo día. En el Reino Unido, el estreno tuvo lugar el 17 de julio en Leicester Square, sólo diez días después de los atentados del 7 de julio en Londres.  Se estrenó en todo el país el 29 de julio en 531 salas.
El estreno de Charlie y la fábrica de chocolate reavivó el interés del público por el libro de Roald Dahl de 1964, que apareció en la lista de los más vendidos del New York Times del 3 de julio al 23 de octubre de 2005. La película de Burton también reavivó el interés por la adaptación cinematográfica de 1971. Según Michael Böllner, que encarnó a Augustus Gloop en Willy Wonka y la fábrica de chocolate, la primera adaptación fue prácticamente desconocida en Alemania hasta que se estrenó la versión de Burton.

### Mercadotecnia
Al principio del desarrollo de Charlie y la fábrica de chocolate, en febrero de 2000, Warner Bros. anunció su intención de comercializar la película con un musical teatral de Broadway después del estreno. El estudio reiteró su interés en mayo de 2003; sin embargo, la idea se pospuso cuando comenzó el rodaje, en junio de 2004. El teaser póster de Charlie y la fábrica de chocolate se publicó en noviembre de 2004, y el teaser tráiler se estrenó al mes siguiente, delante de las proyecciones de The Polar Express (2004).
El principal vínculo de Charlie y la fábrica de chocolate se centró en la Willy Wonka Candy Company, una división de Nestlé. Se lanzó una pequeña gama de barritas Wonka, aprovechando su protagonismo en la película. Haciéndose eco del argumento central de la película, los caramelos Wonka introdujeron su propio concurso del Boleto Dorado en los productos Wonka, incluidas las Barritas Wonka, Donutz, Laffy Taffy, Nerds y SweeTarts. Los premios del concurso incluían un viaje a Europa, una visita a un estudio de animación, un viaje a un campamento deportivo, un viaje de compras y 10 000 dólares en metálico. 60 millones de paquetes de caramelos participaron en el sorteo. El concurso comenzó oficialmente el 28 de junio, tras su anuncio en el programa Today Show, y los primeros ganadores se dieron a conocer el 8 de julio. Además de Nestlé, Hostess presentó Chocolicious WonkaCakes, y Wendy's lanzó juguetes para comidas infantiles con el tema de Charlie y la Fábrica de Chocolate. Otros socios fueron Carlson, Penguin Young Readers, Borders, Barnes & Noble y American Express.
Coincidiendo con el estreno de la película en los cines de Estados Unidos, se lanzó un videojuego homónimo para las plataformas Xbox, PlayStation 2, GameCube, Game Boy Advance y Microsoft Windows. El reparto de la película puso sus voces para el juego, con la única excepción de Depp, que fue sustituido por James Arnold Taylor. El juego recibió críticas mayoritariamente negativas, aunque la puntuación de Winifred Phillips recibió algunos elogios.

### Formato doméstico
Charlie y la fábrica de chocolate se estrenó en VHS y DVD el 8 de noviembre de 2005. La versión en un solo disco de la película incluía dos extras: un tutorial de baile Oompa-Loompa y «Becoming Oompa-Loompa», que documentaba la experiencia de Deep Roy en la producción. También se lanzó una edición de dos discos que incluía seis reportajes más sobre el rodaje: «Chocolate Dreams», que exploraba el guion y la visión de Tim Burton para la película; «Different Faces, Different Flavors», que explora los personajes; «Designer Chocolate», que detalla el diseño de producción y el vestuario; «Sweet Sounds», que muestra cómo Danny Elfman creó las canciones de los Oompa-Loompa; «Under the Wrapper», que detalla los efectos prácticos y digitales de la película; y «Attack of the Squirrels», que explora cómo se utilizaron ardillas reales para la eliminación de Veruca Salt. La edición de dos discos también incluía varios juegos y funciones de DVD-Rom. Las ventas del DVD de la película no alcanzaron las expectativas, alcanzando los 16 millones de dólares en 2010.
Para el lanzamiento en HD DVD de la película en octubre de 2006, se incluyeron todos los extras detrás de cámaras de la edición de dos discos. El lanzamiento en HD DVD también introdujo un comentario de audio de Burton, una pista de audio solo con música, un «Club Reel» y una experiencia dentro de la película titulada «Television Chocolate», con curiosidades y entrevistas superpuestas en la pantalla durante la película. En octubre de 2011 se lanzó una edición en Blu-ray, seguida de una edición en Blu-ray por el décimo aniversario en marzo de 2015. Ambos sets incluían los mismos extras que el HD DVD, aunque la edición aniversario incluía una retrospectiva personal de Burton y un libro de fotos.

## Recepción

### Taquilla

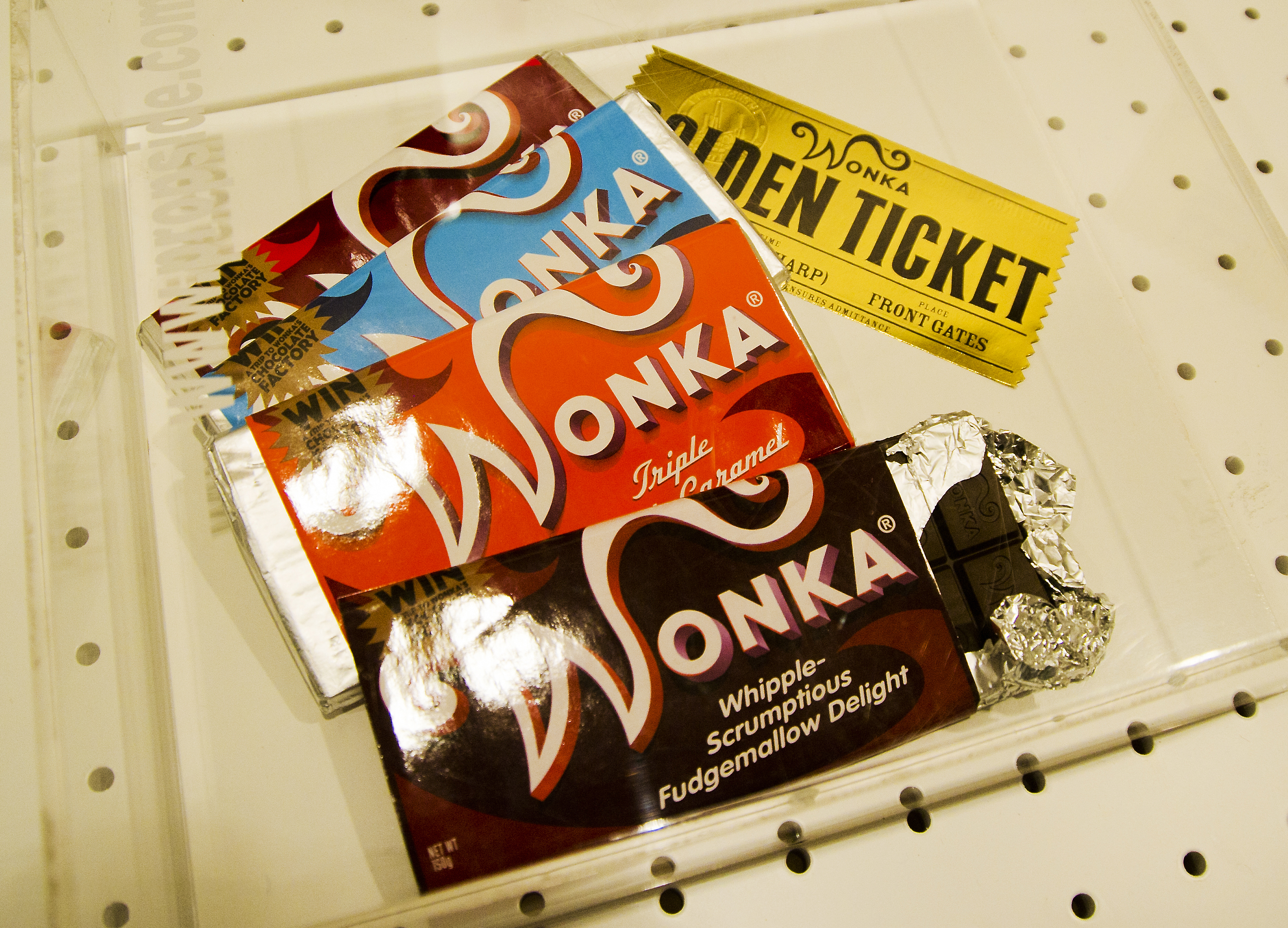
Se lanzó una edición limitada de barritas Wonka como parte de la campaña de marketing de la película.

Aunque se estrenó el mismo día que Wedding Crashers y a una semana de Los Cuatro Fantásticos, se consideró que la principal competencia de la película durante su primer fin de semana fue la sexta entrega de la serie de libros de Harry Potter. Charlie y la fábrica de chocolate recaudó 56 178 450 dólares en su primer fin de semana en Estados Unidos, la quinta mayor recaudación en el fin de semana de estreno de 2005, y se mantuvo como la película más taquillera durante dos semanas. 2,2 millones de dólares de la recaudación del fin de semana de estreno procedían de 65 salas IMAX, marcando el estreno nacional más amplio en IMAX hasta la fecha. En el momento de su estreno, los ingresos iniciales de la película marcaron el récord más alto de Depp hasta la fecha, superando los 46 630 690 dólares de Piratas del Caribe. Charlie también estableció un récord como la película con clasificación PG que mejor rendimiento tuvo en su estreno en julio. Según las encuestas realizadas a la salida de los cines durante el fin de semana de estreno, el 54 % del público de la película era menor de 18 años y la mayoría eran mujeres.
El estreno de la película en el Reino Unido «superó incluso las previsiones más optimistas de la industria», recaudando 37,3 millones de dólares. La película tuvo un buen rendimiento en Francia, España, Australia y México. Su rendimiento en Alemania se consideró inferior al esperado. Al final de su exhibición en cines, la película había recaudado 206 459 076 dólares en Estados Unidos y 269 366 408 dólares en países extranjeros, lo que supone un total mundial de 475 825 484 dólares.
Charlie y la fábrica de chocolate fue la 58.ª película más taquillera de todos los tiempos cuando se estrenó. A nivel mundial, la película fue la octava más taquillera de 2005, mientras que en Estados Unidos ocupó el séptimo lugar y el cuarto más alto del Reino Unido. Sigue siendo la decimoctava película musical más taquillera de todos los tiempos sin ajustar por inflación y la segunda más taquillera de Tim Burton, solo por detrás de Alicia en el País de las Maravillas (2010). También es la octava película más taquillera de la carrera de Johnny Depp. Forbes planteó la hipótesis de que el éxito de la película podría atribuirse al hecho de que Depp y Burton se encontraban en la cima de su popularidad en 2005.

### Respuesta de la crítica
En el agregador de reseñas Rotten Tomatoes, el 83 % de las 229 reseñas críticas son positivas, con una puntuación media de 7,2/10. El consenso crítico del sitio web dice: «Más fiel al material original que Willy Wonka & the Chocolate Factory de 1971, Charlie y la fábrica de chocolate es para aquellos a quienes les gusta el chocolate visualmente atractivo y oscuro». Según Metacritic, que calculó una puntuación media ponderada de 72 sobre 100 a partir de 40 críticas, la acogida de la película fue «generalmente favorable». El público encuestado por CinemaScore otorgó a la película una nota media de «A−» en una escala de A+ a F.
A. O. Scott de The New York Times hizo una crítica positiva y escribió: «A pesar de los retrocesos y las imperfecciones, algunas de ellas graves, la película del Sr. Burton logra lo que muy pocas películas dirigidas principalmente a los niños saben siquiera intentar hoy en día, que es alimentar, incluso saciar, el apetito juvenil por la sorpresa estética». Scott también elogió el diseño de escenarios de Alex McDowell, comparando el aspecto de la fábrica con algo sacado de Metrópolis (1927) de Fritz Lang. Mick LaSalle del San Francisco Chronicle consideró Charlie y la fábrica de chocolate «la mejor obra de Burton en años. Si todas las risas provienen de Depp, que dota a Willy de los gestos de una diva clásica de Hollywood, el corazón de la película lo aporta Highmore, un joven actor dotado cuya interpretación es sincera, profunda y natural, algo poco habitual en un actor infantil». Peter Travers escribió en la revista Rolling Stone que «la deliciosamente demencial interpretación de Depp como Willy Wonka es digna de verse. Depp profundiza más que Gene Wilder para encontrar las heridas del corazón secreto de Wonka. Depp y Burton pueden volar demasiado alto en las vapores de la imaginación pura, pero es difícil no engancharse a algo tan sabroso. ¿Y qué hay de ese ejército de Oompa-Loompas, todos interpretados por Deep Roy, en números musicales que parecen haber sido coreografiados por Busby Berkeley bajo los efectos del crack?».
La interpretación de Depp como Willy Wonka suscitó comparaciones con Michael Jackson. Roger Ebert fue uno de los críticos que hizo tales comparaciones, citando la actuación de Depp como el punto débil de una película «por lo demás, en su mayor parte encantadora» y señalando «el estilo de vida solitario [de Willy Wonka], los fetiches por la ropa y los accesorios, el elaborado parque infantil construido por un adulto para el niño que lleva dentro» como paralelismos entre ambos. Depp se sorprendió por las comparaciones y afirmó que no basó su interpretación en Jackson. Burton rechazó las comparaciones y afirmó que, a diferencia de Jackson, la interpretación del personaje por parte de Depp no le gustan los niños. Ann Hornaday de The Washington Post criticó la actuación de Depp: «El efecto acumulativo no es agradable. Tampoco es extravagante, divertido, excéntrico o siquiera ligeramente interesante. De hecho, a lo largo de su actuación afeminada y afectada, Depp parece esforzarse tanto por parecer extraño que toda la empresa empieza a parecer una de esas ocasiones insoportables en las que tus padres intentaban estar a la última». Owen Gleiberman de Entertainment Weekly elogió la interpretación de Depp y escribió: «Mantiene la paradoja, el misterio, de Willy Wonka: un misántropo que tiene poca paciencia con los niños, que ni siquiera puede pronunciar la palabra «padres» sin sentir náuseas, pero que inventa para esos mismos niños los caramelos más puros y deliciosos a partir del sueño azucarado de su imaginación». Depp fue nominado al Globo de Oro al mejor actor en una película musical o comedia por su interpretación, pero perdió frente a Joaquin Phoenix por Walk the Line.

### La reacción de Gene Wilder
En 2004, durante las entrevistas realizadas en el plató durante el rodaje, Burton criticó la adaptación cinematográfica de 1971, mientras que Depp rindió homenaje a la interpretación de Gene Wilder y la elogió como «brillante pero sutil». Wilder agradeció los comentarios de Depp, pero se mostró escéptico con respecto a la producción de Burton, cuestionándola como un remake realizado con fines lucrativos. Los cineastas hicieron hincapié en que la película era una adaptación del libro de 1964 y no un remake de la película de 1971. Depp consideró «decepcionantes» los comentarios de Wilder, aunque «supongo que puedo entender su punto de vista». Más tarde, Wilder elogió el casting de Depp diciendo: «Si tuviera que elegir el reparto de la película, elegiría a Johnny Depp para interpretar a Willy Wonka porque creo que es maravilloso. Misterioso, siempre, y mágico». En 2013, Wilder volvió a criticar la película calificándola de «insulto de Warner Bros.», y desaprobó a Burton «por hacer cosas como las que hizo».

### Legado
En los años posteriores a su estreno, Charlie y la fábrica de chocolate ha sido descrita como «popular pero controvertida». Entertainment Weekly y Variety, respectivamente, clasificaron Charlie y la fábrica de chocolate como la tercera y cuarta mejor película de Tim Burton, calificándola como «un delicioso y sostenido vuelo de la imaginación» y «un homenaje agridulce a toda nuestra relación con los dulces y el placer». Por el contrario, Time Out la calificó como la peor adaptación de un libro de Roald Dahl, explicando que «hay algo tan horriblemente estridente en la película de Burton que es imposible no sentir un poco de náuseas después de verla». A diferencia de la película de 1971, la película de Burton se considera más fiel al texto de Dahl.
Guy Lodge de The Guardian afirmó que la reputación de la película se vio perjudicada por la «interpretación desagradable, fría y afeminada de Wonka» por parte de Depp, a pesar de que «la película de Burton supera con creces [a la adaptación de 1971] en cuanto a energía y vitalidad cinematográficas». Korey Coleman de Double Toasted se hizo eco de la opinión de Lodge sobre la interpretación de Depp, calificándola de «inquietante» y «desagradable». A pesar de que no le gustó la película en general, Coleman elogió a Burton por aplicar su propia visión a la historia en lugar de imitar la adaptación de 1971. En una serie de artículos que reflexionan sobre la filmografía de Burton, Griffin Newman de Blank Check elogió la película y señaló que tenía una energía cómica que faltaba en películas posteriores de Burton, como Alicia en el país de las maravillas (2010) y Sombras tenebrosas (2012).
Comic Book Resources señaló que la película es popular entre quienes crecieron en la década de 2000. En 2020, un cosplayer que imitaba la interpretación de Depp de Willy Wonka se hizo viral en TikTok, y Nylon lo bautizó como «el sexy Willy Wonka». Durante el juicio Depp contra Heard, Charlie y la fábrica de chocolate fue una de las películas más vistas en Netflix. En abril de 2024, Freddie Highmore volvió a interpretar su papel de Charlie Bucket en un sketch del programa Jimmy Kimmel Live!: un tráiler falso de una secuela de Charlie y la fábrica de chocolate que parodiaba el evento «Willy's Chocolate Experience», que se había vuelto viral meses antes.
Paul King y Timothée Chalamet, quienes respectivamente dirigieron y protagonizaron Wonka (2023), una precuela de la historia de Dahl, afirmaron que eran admiradores de la adaptación de Burton. Durante la promoción de la película en Japón, Chalamet dijo: «Si me hubieras dicho cuando tenía 12 años y veía la versión de Johnny Depp de Willy Wonka que estaría aquí en Tokio promocionando esta película como Willy Wonka, junto a Hugh Grant, te habría dicho que estabas mintiendo». Calah Lane, que interpretó el personaje de Noodle en Wonka, solo había visto Charlie y la fábrica de chocolate antes de su audición y tenía la impresión de que era la única adaptación del libro.

### Premios y nominaciones
| Premio                                       | Categoría                                                                 | Destinatario                                                           | Resultado | Ref.            |
| -------------------------------------------- | ------------------------------------------------------------------------- | ---------------------------------------------------------------------- | --------- | --------------- |
| Premios Óscar                                | Mejor diseño de vestuario                                                 | Gabriella Pescucci                                                     | Nominada  | [ 56 ]          |
| Premios Amanda                               | Mejor película extranjera                                                 | Charlie y la fábrica de chocolate                                      | Nominada  | [ 170 ]         |
| Editores de Cine de Estados Unidos           | Mejor largometraje editado – Comedia o musical                            | Chris Lebenzon                                                         | Nominada  | [ 171 ]         |
| Art Directors Guild Awards                   | Largometraje de época                                                     | Directores artísticos y diseñadores de producción de la película       | Nominada  | [ 172 ]         |
| Premios BMI                                  | Música de cine                                                            | Danny Elfman                                                           | Ganadora  | [ 173 ]         |
| Premios Infantiles de la Academia Británica  | Largometraje                                                              | Richard Zanuck y Tim Burton                                            | Nominada  | [ 174 ]         |
| Premios Infantiles de la Academia Británica  | Voto infantil de los BAFTA a la mejor película                            | Charlie y la fábrica de chocolate                                      | Ganadora  | [ 175 ]         |
| Premios BAFTA                                | Mejor diseño de producción                                                | Alex McDowell                                                          | Nominada  | [ 176 ]         |
| Premios BAFTA                                | Mejor diseño de vestuario                                                 | Gabriella Pescucci                                                     | Nominada  | [ 176 ]         |
| Premios BAFTA                                | Mejor maquillaje y peluquería                                             | Peter Owen y Ivana Primorac                                            | Nominada  | [ 176 ]         |
| Premios BAFTA                                | Mejores efectos visuales                                                  | Nick Davis, Jon Thum, Chas Jarrett y Joss Williams                     | Nominada  | [ 176 ]         |
| Costume Designers Guild Awards               | Excelencia en cine fantástico                                             | Gabriella Pescucci                                                     | Nominada  | [ 177 ]         |
| Premios de la Crítica Cinematográfica        | Mejor película familiar                                                   | Charlie y la fábrica de chocolate                                      | Nominada  | [ 178 ]         |
| Premios de la Crítica Cinematográfica        | Mejor actor joven                                                         | Freddie Highmore                                                       | Ganadora  | [ 178 ]         |
| Premios Empire                               | Mejor actor                                                               | Johnny Depp                                                            | Ganadora  | [ 179 ]         |
| Premios Globo de Oro                         | Mejor actor - Comedia o musical                                           | Johnny Depp                                                            | Nominada  | [ 143 ]         |
| Premios Grammy                               | Mejor canción escrita para medios visuales                                | John August y Danny Elfman por «Wonka's Welcome Song»                  | Nominada  | [ 91 ]          |
| International Film Music Critics Association | Mejor banda sonora original para una película de fantasía/ciencia ficción | Danny Elfman                                                           | Nominada  | [ 180 ]         |
| Premios Irlandeses de Cine y Televisión      | Mejor película internacional                                              | Charlie y la fábrica de chocolate                                      | Ganadora  | [ 181 ]         |
| Premios Irlandeses de Cine y Televisión      | Mejor actor internacional                                                 | Johnny Depp                                                            | Nominada  | [ 181 ]         |
| Premios Irlandeses de Cine y Televisión      | Mejor actor secundario en una película                                    | David Kelly                                                            | Nominada  | [ 181 ]         |
| Premios de la Academia Japonesa              | Mejor película en lengua extranjera                                       | Charlie y la fábrica de chocolate                                      | Nominada  | [ 182 ]         |
| Kids Choice Awards                           | Película favorita                                                         | Charlie y la fábrica de chocolate                                      | Nominada  | [ 183 ] [ 184 ] |
| Kids Choice Awards                           | Actor de cine favorito                                                    | Johnny Depp                                                            | Nominada  | [ 183 ] [ 184 ] |
| Círculo de Críticos de Cine de Londres       | Actor del año                                                             | Johnny Depp                                                            | Nominada  | [ 185 ] [ 186 ] |
| Motion Picture Sound Editors                 | Mejor edición de sonido en largometraje: Música                           | Charlie y la fábrica de chocolate                                      | Nominada  | [ 187 ]         |
| Motion Picture Sound Editors                 | Mejor edición de sonido en largometraje: extranjero                       | Charlie y la fábrica de chocolate                                      | Nominada  | [ 187 ]         |
| Nastro d'argento                             | Cinta plateada especial                                                   | Gabriella Pescucci                                                     | Ganadora  | [ 188 ]         |
| Premios People's Choice                      | Película favorita para ver en familia                                     | Charlie y la fábrica de chocolate                                      | Ganadora  | [ 189 ]         |
| Premios People's Choice                      | Actor de cine favorito                                                    | Johnny Depp                                                            | Ganadora  | [ 189 ]         |
| Premios Nacionales de Cine de Rusia          | Mejor película taquillera                                                 | Charlie y la fábrica de chocolate                                      | Nominada  | [ 190 ]         |
| Premios Nacionales de Cine de Rusia          | Mejor actor                                                               | Johnny Depp                                                            | Ganadora  | [ 190 ]         |
| Premios Satellite                            | Mejor fotografía                                                          | Philippe Rousselot                                                     | Nominada  | [ 191 ] [ 192 ] |
| Premios Satellite                            | DVD «Jóvenes destacados»                                                  | Charlie y la fábrica de chocolate (Edición de lujo de 2 discos)        | Nominada  | [ 191 ] [ 192 ] |
| Premios Saturn                               | Mejor película de fantasía                                                | Charlie y la fábrica de chocolate                                      | Nominada  | [ 193 ]         |
| Premios Saturn                               | Mejor interpretación de un actor/actriz joven                             | Freddie Highmore                                                       | Nominada  | [ 193 ]         |
| Premios Saturn                               | Mejor diseño de vestuario                                                 | Gabriella Pescucci                                                     | Nominada  | [ 193 ]         |
| Premios Saturn                               | Mejor música                                                              | Danny Elfman                                                           | Nominada  | [ 193 ]         |
| Teen Choice Awards                           | Mejor actor de cine: Comedia                                              | Johnny Depp                                                            | Ganadora  | [ 194 ]         |
| Visual Effects Society                       | Mejor efecto visual individual del año                                    | «Sala de frutos secos» – Nick Davis, Nikki Penny, Jon Thum, Ben Morris | Nominada  | [ 195 ]         |
| World Soundtrack Awards                      | Compositor de banda sonora del año                                        | Danny Elfman                                                           | Nominada  | [ 196 ]         |
| Premios Young Artist                         | Mejor película familiar: comedia o musical                                | Charlie y la fábrica de chocolate                                      | Ganadora  | [ 197 ]         |
| Premios Young Artist                         | Mejor interpretación en un largometraje: Actor joven protagonista         | Freddie Highmore                                                       | Nominada  | [ 197 ]         |